# Тайна игрушек
«Тайна игрушек» — мультипликационный фильм для детей режиссёра Розалии Зельмы о дружеской верности. Вышел в 1986 году на творческом объединении «Экран».

## Сюжет
Мультфильм рассказывает про маленькую девочку, которая перестала играть со своими старыми игрушками, а они стали из-за этого обижаться на неё.
Однажды девочка легла спать, а игрушки стали делиться своими впечатлениями об их хозяйке. Проснувшись, девочка пообещала любить старые игрушки даже больше новых.

## Создатели
- Автор сценария: Людмила Улицкая
- Автор текста: Валентин Берестов
- Режиссёр: Розалия Зельма
- Художник-постановщик: Татьяна Абалакина
- Оператор: Игорь Шкамарда
- Композитор: Сергей Томин
- Звукооператор: Олег Соломонов
- Роли озвучивала: Мария Виноградова
- Художники-мультипликаторы: Михаил Першин, Алла Юрковская, Андрей Свислоцкий, Дмитрий Наумов, Евгений Делюсин
- Художники: Наталья Кудрявцева, А. Распопов, Галина Черникова, Любовь Хорошкова, Ирина Черенкова
- Монтажёр: Любовь Георгиева
- Редактор: Алиса Феодориди
- Директор: Лидия Варенцова